# Evad du tager eller ger
Evad du tager eller ger är en psalm med text skriven av Johan Hjertén.
|  |
|  |

## Publicerad i
- 1819 års psalmbok som nr 255 under rubriken "Kristligt sinne och förhållande".[1]